# Limelight (песня Ализе)
Limelight — двенадцатый сингл французской певицы Ализе, выпущенный в 2010 году. Жанр сингла — электропоп. Limelight использовалась в качестве тизера к грядущему альбому Une enfant du siècle. Музыка и слова написаны Энджи Лапердрикс, Гийомом де Марией, Жюльеном Галинье и Рафаэлем Виалла. Сингл продавался только в Польше.

## Формат
На виниловом сингле на стороне B длинная версия песни, а на стороне A — изображение.

## Видео
Официальный клип на песню так и не был выпущен. Есть только тизер.

## Над синглом работали
- Рисунок — Partel Oliva
- Фотография Камиллы Вивье
- Композиторы: Анги Лапердрикс, Гийом де Мария, Жюльен Галинье и Рафаэль Виалла.
- Авторы слов: Энджи Лапердрикс, Гийом де Мария, Жюльен Галинье и Рафаэль Виалла